# Bound for Glory (2013)
Bound for Glory fue la novena edición de Bound for Glory, un evento pago por visión de lucha libre profesional producido por la Total Nonstop Action Wrestling (TNA). Se realizó el 20 de octubre de 2013 en el Viejas Arena en San Diego, California.

## Resultados
- Pre-Show: The BroMans (Robbie E & Jessie Godderz) (con Phil Heath) derrotaron a Bad Influence (Christopher Daniels & Kazarian), Joseph Park & Eric Young y Chavo Guerrero & Hernandez y ganaron una oportunidad al Campeonato Mundial en Parejas de la TNA.
  - Daniels cubrió a Guerrero con un "Roll-Up".
  - Young cubrió a Daniels después de un "Samoan Drop" de Park.
  - Robbie cubrió a Young después de un "Bro Down".
- Chris Sabin (con Velvet Sky) derrotó a Manik (c), Samoa Joe, Jeff Hardy y Austin Aries en un Ultimate X Match y ganó el Campeonato de la División X de la TNA.
  - Sabin ganó tras descolgar el campeonato.
- The BroMans (Robbie E & Jessie Godderz) (con Phil Heath) derrotaron a James Storm & Gunner y ganaron el Campeonato Mundial en Parejas de la TNA.
  - Robbie cubrió a Storm después de un "Bro Down".
- Gail Kim derrotó a ODB (c) y Brooke y ganó el Campeonato Femenino de la TNA.
  - Kim cubrió a Brooke después de una "Powerbomb" de Lei'D Tapa.
- Bobby Roode derrotó a Kurt Angle.
  - Roode cubrió a Angle después de que fallara un "Superplex".
- Ethan Carter III derrotó a Norv Fernum.
  - Carter cubrió a Fernum después de un "One Percenter".
- Magnus derrotó a Sting.
  - Magnus forzó a Sting a rendirse con un "King's Lynn Cloverleaf".
- A.J. Styles derrotó a Bully Ray (con Brooke) en un No Disqualification Match y ganó el Campeonato Mundial Peso Pesado de la TNA.
  - Styles cubrió a Ray después de un "Spiral Tap".
  - Durante el combate, Garett Bischoff, Knux y Dixie Carter interfirieron a favor de Ray.